# Benthophilus
A Benthophilus a sugarasúszójú halak (Actinopterygii) osztályának sügéralakúak (Perciformes) rendjébe, ezen belül a gébfélék (Gobiidae) családjába és a Benthophilinae alcsaládjába tartozó nem.

## Előfordulásuk
A Benthophilus-fajok fő előfordulási területe a Kaszpi-tenger, azonban néhány faj a Fekete- és az Azovi-tengerben is megtalálható. E tengerekbe ömlő nagy folyók torkolatvidékén is fellelhetők; ilyen folyók: Déli-Bug, Dnyeszter, Don, Duna, Kubán és Volga. A Benthophilus nudus a Dnyeper folyóba is behatolt és itt inváziós fajjá vált.

## Megjelenésük
E halak hossza fajtól függően 3-15 centiméter között van. Néhány Benthophilus-faj álla alatt bajuszszál látható. Sokuk szeme mögött és testükön dudorok vannak.

## Életmódjuk
Édesvízi és brakkvízi gébfélék, amelyek élőhelyük mélyebb pontjait részesítik előnyben. Télen még mélyebbre, akár 200 méter mélyre is lehúzódnak. Táplálékuk puhatestűek, férgek, árvaszúnyoglárvák, rákok és kisebb halak.
Legfeljebb 1-2 évig élnek.

## Szaporodásuk
Az ívási időszakuk fajtól függően április–november között van. Csak egy ívási időszakot érnek meg, mivel ívás után elpusztulnak. Egyes fajnál a hím néhány hétig többet él, mint a nőstény, mivel őrzi és gondozza az ikrákat. A nőstény az ikrákat elpusztult puhatestűek házaiba rakja le.

## Rendszerezés
A nembe az alábbi 18 faj tartozik:
- Benthophilus baeri Kessler, 1877
- Benthophilus casachicus Ragimov, 1978
- Benthophilus ctenolepidus Kessler, 1877
- Benthophilus durrelli Boldyrev & Bogutskaya, 2004 - korábban azonosnak tekintették a B. stellatus-szal
- érdes nagyfejűgéb (Benthophilus granulosus) Kessler, 1877
- Benthophilus grimmi Kessler, 1877
- Benthophilus kessleri Berg, 1927
- Benthophilus leobergius Berg, 1949
- Benthophilus leptocephalus Kessler, 1877
- Benthophilus leptorhynchus Kessler, 1877
- azovi nagyfejűgéb (Benthophilus macrocephalus) (Pallas, 1787) - típusfaj
- Benthophilus magistri Iljin, 1927
- Benthophilus mahmudbejovi Ragimov, 1976
- Benthophilus nudus Berg, 1898 - korábban azonosnak tekintették a B. stellatus-szal
- Benthophilus ragimovi Boldyrev & Bogutskaya, 2004
- Benthophilus spinosus Kessler, 1877
- fekete-tengeri nagyfejűgéb (Benthophilus stellatus) (Sauvage, 1874)
- Benthophilus svetovidovi Pinchuk & Rahimov, 1979